# Manifestation à Creys-Malville en 1977
La manifestation à Creys-Malville est un rassemblement contre le projet de centrale nucléaire de Superphénix qui a eu lieu le 31 juillet 1977 sur le futur site de Creys-Malville, près de Morestel dans l'Isère. Des affrontements avec les forces de l'ordre ont fait un mort parmi les manifestants : Vital Michalon.

## Contexte
Le 5 mars 1974, le Premier ministre, Pierre Messmer, présente le projet de Superphénix comme le plus puissant surgénérateur au monde. La décision de construire Superphénix n’a fait l’objet d’aucun débat à l'Assemblée nationale, hormis sur des aspects juridiques liés au statut de monopole public d’EDF.
En avril 1976, le gouvernement Jacques Chirac décide de construire le surgénérateur Superphénix sur le site de Malville, dans la commune de Creys-et-Pusignieu (Isère).
Lors du démarrage du chantier, en juillet 1976, les premières manifestations réunissent 15 000 à 20 000 personnes. De nombreux agriculteurs du Nord de l'Isère manifestent avec eux. Les antinucléaires opposés à ce projet de surgénérateur s'organisent alors au sein d'une centaine de comités Malville. Selon le principe de la non-violence, le dialogue est alors possible entre manifestants, travailleurs de la centrale, et forces de l’ordre. Les associations écologistes Greenpeace, Les Amis de la Terre, la FRAPNA, participent à la plupart de ces manifestations contre Superphénix.
Dès 1976, la lutte contre Superphénix dépasse le cadre national et devient le symbole du mouvement antinucléaire européen. Hors de France, de nombreux citoyens de Genève s’inquiètent du projet Superphénix en raison de sa proximité géographique.
Au début de l'année 1977, des débats préparent une « marche pacifique offensive » pendant l'été, à l'initiative en particulier du Comité Malville de Grenoble et de la coordination des comités Malville qui ont leur journal Superpholix et Radio Active, un émetteur clandestin avec des émissions quotidiennes. Avant même que le projet ne démarre, ces actions ont conduit la presse nationale à faire de gros titres sur Superphénix et à présenter les spécificités de la filière à neutrons rapides et caloporteur sodium à l'ensemble des Français.
Le 14 juillet 1977, 150 000 personnes  manifestent contre le projet de centrale nucléaire de Lemoniz à Bilbao dans le Pays basque espagnol.

## Déroulement

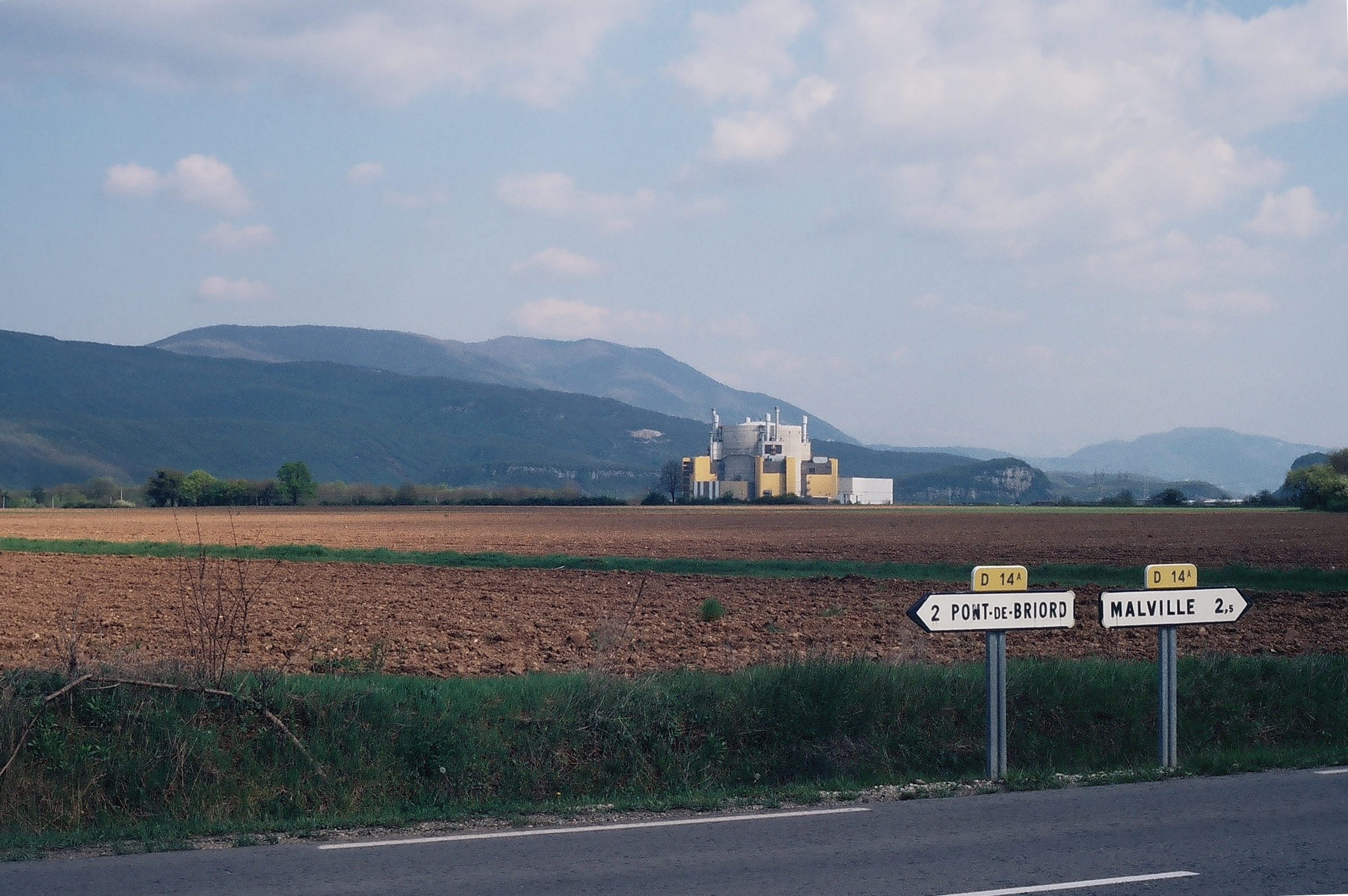
Superphénix et le village de Malville, photo prise en 1984.

Le jeudi 28 juillet 1977, le préfet de l'Isère, René Jannin, organise une conférence de presse pendant laquelle il rappelle que le site du chantier est une zone interdite. Il débute la conférence en affirmant : « Messieurs, pour la deuxième fois dans l'histoire de France, la mairie de Morestel est occupée par les boches », faisant allusion aux nombreux antinucléaires allemands. Et le préfet d'ajouter : « s'il le faut je ferai ouvrir le feu sur les contestataires ».
Le 30 juillet, le préfet de l'Isère affirme que quelques jeunes Allemands se réclament de la Bande à Baader.

### Protagonistes
Le préfet René Jannin a déployé des moyens importants : 5 000 CRS gendarmes et gardes mobiles, hélicoptères, véhicules amphibies, ponts mobiles, un régiment de gendarmes parachutistes et des membres des brigades anti-émeutes. Les uniformes sont noirs et ne portent aucun insigne. Un membre des forces de l'ordre explique aux manifestants qu’il fait partie du groupement des gendarmes parachutistes de Mont-de-Marsan. Des hommes grenouilles surveillent le Rhône à proximité du chantier de Superphénix.
Le dimanche 31 juillet 1977, de 40 000 à 90 000 manifestants, habitants de la région, paysans, syndicalistes, écologistes de plusieurs pays d'Europe (Suisse, Allemagne, Italie), marchent contre Superphénix. L'organisation de la manifestation est assurée par la coordination des comités Malville, qui est soutenue par des militants du Parti socialiste unifié (PSU)  ainsi que de l'Organisation communiste des travailleurs (OCT) et de la Ligue communiste révolutionnaire (LCR). Le jour même, l'activiste Chaïm Nissim est expulsé de France par la police.

### Affrontements de Faverges
Avant la manifestation, il avait été annoncé aux organisateurs qu'il serait interdit d'approcher du site de la centrale nucléaire. La circulation est interdite sur une zone de 5 km autour du chantier.
Le matin du dimanche 31 juillet 1977, de longues colonnes de manifestants marchent sous la pluie vers la zone interdite. Trois cortèges partent de Morestel, de Courtenay et de Montalieu. Vers 11 heures, les manifestants arrivent à Faverges, à deux kilomètres du site de Superphénix. Quelques milliers de manifestants prennent place dans les champs face à la police. Derrière eux, plusieurs milliers de personnes s'agglutinent sur la route. Dans le ciel, l'hélicoptère de la préfecture tourne sans cesse. Juste avant les premiers affrontements, il y a eu plusieurs mouvements de panique parmi les CRS et les gardes mobiles, notamment quand l’un d’entre eux a perdu une main en dégoupillant une grenade.
Quelques dizaines de manifestants attaquent alors la police armés de frondes, de boulons ou de cocktails Molotov, certains jettent des pierres. Ils sont suivis à distance par quelques centaines de manifestants aux mains nues. La police riposte avec des grenades offensives et charge. Du côté des manifestants, le service d'ordre est dépassé et des échauffourées éclatent. Selon un capitaine de gendarmerie, des bouteilles de bière « allemandes », remplies d'acide sulfurique concentré ont été lancées contre les forces de l'ordre.
Le témoignage de Dominique Walter cité dans Le Monde et rapporté à la mère de Vital Michalon pour le procès à Bourgoin-Jallieu en août 1977, fera grand bruit : touché à bout portant au ventre par une grenade tirée en tir tendu, il verra un de ses compagnons de manifestation se faire fracasser le visage à coups de crosse avant l'arrivée d'un officier qui ordonnera la fin de cette violence. Il témoignera aussi des mouvements de refus de cette répression aveugle parmi les CRS et les gendarmes mobiles les plus jeunes qui esquisseront un mouvement de retraite avec les crosses de leurs fusils en l'air en signe de désertion. Il assistera à cette scène surréaliste : des officiers tabassant à coups de matraque leur propre troupe afin que celle-ci poursuive la répression. Des exclusions seront même prononcées dans la gendarmerie mobile.

### Bilan
Du côté des forces de l'ordre, un premier bilan fait état de cinq blessés dont deux grièvement. Le brigadier Touzeau, gendarme mobile, a la main arrachée par l'explosion d'une grenade offensive qu'il venait de dégoupiller, mais qu’il avait tardé à lancer.
Une centaine de manifestants sont blessés, dont deux mutilés : Michel Grandjean (qui perd un pied) et Manfred Schultz (qui perd une main),. 

#### Mort de Vital Michalon
Vital Michalon, un professeur de physique âgé de 31 ans venu de Die (Drôme), est tué, les poumons éclatés par la déflagration d’une grenade offensive. Selon son frère, Vital était un pacifiste qui n'était pas venu pour se battre. Il n'avait aucune blessure sur le corps.
Le préfet de l'Isère, René Jannin, annonce le décès en disant qu'un Allemand est mort d'une crise cardiaque. Le premier rapport de police indique que Vital Michalon est décédé d'une crise cardiaque. Les autorités diffèrent la publication du rapport d'autopsie en demandant un examen complémentaire du corps de la victime.
Selon l'autopsie, l'effet de souffle de la grenade offensive a explosé les poumons de Vital Michalon. L'enquête n'a déterminé aucune responsabilité et la justice administrative a prononcé un non-lieu.

### Procès
Le samedi 6 août 1977, douze manifestants : sept Allemands, trois Français et deux Suisses, arrêtés plusieurs heures après, comparaissent en flagrant délit en vertu de la loi « anti-casseurs » votée en 1970. Devant le palais de justice, 1 500 à 2 000 manifestants réclamaient la libération immédiate des douze inculpés et l'inculpation du préfet Jannin. Le lendemain, trois condamnations à trois mois de prison ferme sont prononcées et confirmées ensuite en appel. 
Par la suite, un appel aux députés et une pétition demandent l'interdiction des grenades offensives contre les manifestations.

## Postérité
En 1987, puis en 1997 et en 2007, à la date anniversaire de la manifestation, un rassemblement et un jeûne ont été organisés par des militants antinucléaires en commémoration de la mort de Vital Michalon. Une autre manifestation s'est tenue le 31 août 2008,.
L'exploitation de la centrale de Creys-Malville sera finalement arrêtée en 1998, soit plus de 20 ans après. Depuis lors, le site de la centrale nucléaire de Creys-Malville est en cours de démantèlement.
Le 26 octobre 2014, Rémi Fraisse, jeune écologiste manifestant contre le projet du barrage de Sivens dans le Tarn, est tué lors d'affrontements avec les forces de l'ordre. Le nom de Vital Michalon est de nouveau cité dans la presse. Le frère de Vital Michalon demande alors à nouveau l'interdiction des grenades offensives dans les manifestations.

### Filmographie
- Creys-Malville : manifestation sur le site de l'INA
- Série de 5 reportages de France 3 Rhône-Alpes-Auvergne, La Bataille de Malville de Patrice Morel (2007)
  - Chapitre 1 : Le Forcing nucléaire
  - Chapitre 2 : L'État de siège
  - Chapitre 3 : Le Traquenard
  - Chapitre 4 : Le Sang et la boue
  - Chapitre 5 : Les Jours de poudre
- Malville : État de siège, court métrage réalisé par Serge Poljinsky et sorti en 1978

### Radio
- Vital Michalon mort pour ses idées - Creys-Malville 1977, un documentaire de l'émission Affaires sensibles, France Inter, 6 novembre 2014